# Missing (Everything but the Girl)
Missing è un singolo del duo britannico Everything but the Girl, pubblicato l'8 agosto 1994 come primo estratto dall'ottavo album in studio Amplified Heart.
Il brano, inizialmente lanciato per rivitalizzare la carriera del duo, è diventato il singolo di maggior successo e sicuramente il più conosciuto degli Everything but the Girl, principalmente grazie al remix di Todd Terry del 1995.

## Descrizione
Prima di Missing, gli Everything but the Girl erano riconosciuti principalmente come un gruppo di musica folk e jazz. Il gruppo aveva pubblicato ben otto album prima di Amplified Heart e un loro singolo nel 1988 era arrivato alla terza posizione della Official Singles Chart (I Don't Want to Talk About It), ma erano relativamente sconosciuti nel resto del mondo. Missing era stata originariamente registrata come una ballata pop, voce e chitarra, che però aveva avuto scarsa programmazione radiofonica.
Il duo affidò quindi il brano al produttore di musica house Todd Terry per remixarlo. Il risultato fu una versione dance di Missing, che diventò una hit in tutto il mondo, permettendo agli Everything but the Girl di arrivare ai vertici delle classifiche di numerosi paesi. Il duo entrò per la prima volta nella Billboard Hot 100, e pur arrivando al massimo alla posizione numero due, il singolo rimase in classifica per 55 settimane, un record all'epoca ancora imbattuto.

## Video musicale
Il video musicale, diretto nell'agosto 1994 da Mark Szaszy, gira principalmente intorno alla cantante del gruppo, Tracey Thorn, che esegue il brano mentre si muove con aria malinconica all'interno di un appartamento. A queste sequenze ne vengono alternate altre in cui viene mostrato, in un ambiente simile Ben Watt, l'altro componente del gruppo, lasciando intendere che sia lui il destinatario del testo della canzone.

## Tracce
CD maxi
1. Missing (Todd Terry club mix) (Blanco/Eternal radio edit) – 3:52
2. Missing (Todd Terry club mix) – 4:58
3. Missing (Rockin' blue mix) – 7:47
4. Missing (Chris & James full on club mix) – 8:36
5. Missing (amplified heart album mix) – 4:04
6. Missing (Todd Terry tee's piece) – 4:34

12" maxi
1. Missing (Todd Terry club mix) – 4:53
2. Missing (Rockin' blue mix) – 7:47
3. Missing (Todd Terry lite mix) – 4:05
4. Missing (Todd Terry tee's beat) – 2:48
5. Missing (Chris & James Full on club mix) – 8:36

CD maxi - Remixes
1. Missing (album version) – 4:04
2. Missing (Little Joey remix) – 5:03
3. Missing (Chris & James full on club mix) – 8:35
4. Missing (ultramarine remix) – 5:26

## Certificazioni
| Paese    | Certificazione   | Data            | vendite |
| -------- | ---------------- | --------------- | ------- |
| Francia  | disco d'oro      | 1996            | 250,000 |
| Germania | disco d'oro      | 1996            | 150,000 |
| Norvegia | disco d'oro      | 1996            | 5,000   |
| UK       | disco di platino | 1º gennaio 1996 | 600,000 |
| U.S.     | disco d'oro      | 24 gennaio 1996 | 500,000 |

## Classifiche
| Classifica (1994)                     | Posizione più alta |
| ------------------------------------- | ------------------ |
| UK                                    | 69                 |
| Classifica (1995/1996)                | Posizione più alta |
| Australia                             | 2                  |
| Austria                               | 6                  |
| Belgio (Flanders)                     | 10                 |
| Belgio (Wallonia)                     | 2                  |
| Canada                                | 1                  |
| Paesi Bassi                           | 5                  |
| Finlandia                             | 11                 |
| Francia                               | 2                  |
| Germania                              | 1                  |
| Irlanda                               | 3                  |
| Italia                                | 1                  |
| Lituania                              | 1                  |
| Nuova Zelanda                         | 14                 |
| Norvegia                              | 5                  |
| Svizzera                              | 2                  |
| UK                                    | 3                  |
| U.S. Billboard Hot 100                | 2                  |
| U.S. Billboard Hot Adult Contemporary | 6                  |
| U.S. Billboard Hot R&B/Hip-Hop Songs  | 70                 |
| U.S. Billboard Rhythmic Top 40        | 6                  |
| U.S. Billboard Top 40 Mainstream      | 1                  |
| U.S. ARC Weekly Top 40                | 1                  |

## Cover
- No Mercy, 1995
- Paradise Lost, 2007
- Expatriate, 2007
- EDX, 2016
- Marco Ferretti feat. Pedro Gonzalez (Bachata version), 2022